# Estlands flagga

Örlogsflagga

Presidentens flagga.

Örlogsgös.

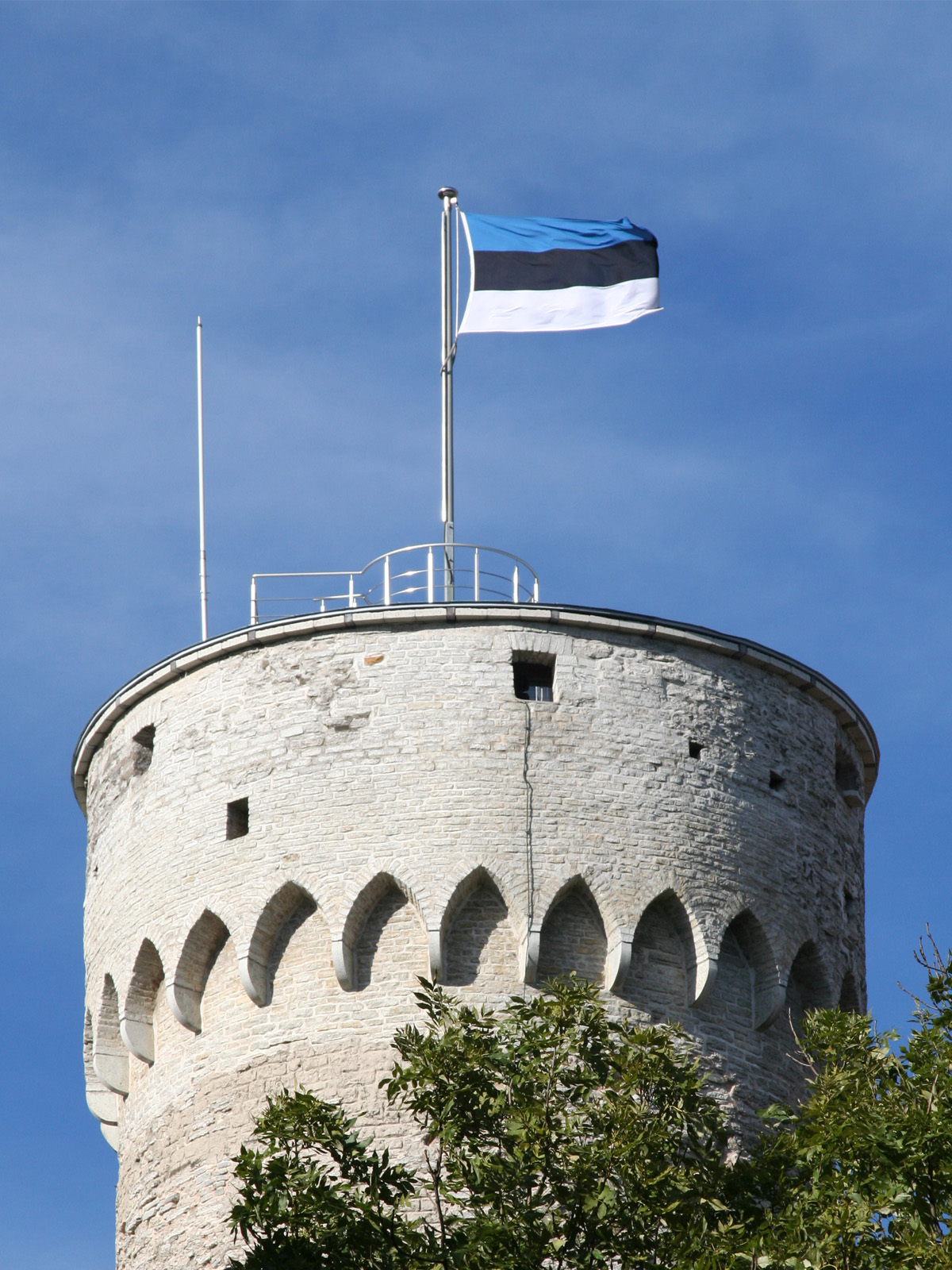
Estlands flagga hissad på tornet Långe Hermann, vid Riigikogus säte i slottet på Domberget.

Estlands flagga är en trikolor i färgerna vitt, svart och blått. Den antogs den 7 augusti 1990, men användes redan på 1880-talet i samband med studentprotester mot den ryska ockupationsmakten. Flaggan användes i det självständiga Estland från första världskrigets slut fram till den sovjetiska invasionen 1940. 
Den kallas vardagligt för sinimustvalge ("blå-svart-vit"), efter flaggans färger. Färgerna representerar frihet (blått), det förflutna (svart) och hoppet inför framtiden (vitt). En mer konkret och ganska populär tolkning är att blått står för havet, svart för den bördiga jorden och vitt för folket och renhet. Den används både som nations- och handelsflagga. Minimistorleken är 1650 x 1050 mm, vilket ger proportionerna 7:11.

## Historia
Flaggan har sitt ursprung i studentföreningen Eesti Üliõpilaste Selts vid universitet i Tartu som under 1870-talet började använda en trikolor i färgerna. Senare kom flaggan att förknippas med nationella strävanden i Estland och valdes sedan som statsflagga i samband med Estlands självständighet.  
Flaggan hissades första gången av tre unga män 1918. Den yngsta vid namn Kaarel Uusma fick äran att hissa den. 

## Flagglag
Den 1 januari 2006 antog Estlands parlament en ny flagglag, där den viktigaste förändringen är att alla personer har rätt att använda statsflaggan som nationsflaggan, under förutsättning att detta sker i enlighet med hävdvunnen sed. Statsflaggan förs permanent över centrala statliga och lokala myndigheter samt vid gränsövergångar. Enligt den nya flagglagen är antalet allmänna flaggdagar tretton, jämfört med tidigare femton. Dessutom är valdagar och folkomröstningsdagar allmänna flaggdagar.

### Flaggdagar
Flagglagens tretton allmänna flaggdagar är följande:
| 3 januari                 | Frihetskämparnas dag (Vabadussõjas võidelnute mälestuspäev)              |
| 2 februari                | Årsdagen av freden i Dorpat (Tartu rahulepingu aastapäev)                |
| 24 februari               | Självständighetsdagen, republiken Estlands årsdag (Eesti iseseisvuspäev) |
| 14 mars                   | Estniska språkets dag (Emakeele päev)                                    |
| Andra söndagen i maj      | Mors dag (Emadepäev)                                                     |
| 9 maj                     | Europadagen (Euroopa Päev)                                               |
| 4 juni                    | Flaggans dag (Lipupäev)                                                  |
| 14 juni                   | Sorge- och minnesdagen (Leinapäev) Flaggan ska hissas på halv stång      |
| 23 juni                   | Segerdagen (Võidupüha)                                                   |
| 24 juni                   | Johannes döparens dag eller midsommardagen (Jaanipäev)                   |
| 20 augusti                | Dagen för självständighetens återställande (Taasiseseisvumispäev)        |
| 1 september               | Kunskapens dag (Teadmiste päev)                                          |
| Andra söndagen i november | Fars dag (Isadepäev)                                                     |

## Historiska flaggor
Under den första självständighetsperioden fördes följande flaggor. Många av dem förs även idag.

Stats- och nationsflagga
Riksäldstens flagga
Postflagga
Gräns- bevakningens flagga
Riksäldstens vimpel
Tullflagga(1994-2004)
Tullflagga
Försvarsministerns flagga
Försvarsmaktens överbefälhavares flagga
Konteramiralsflagg
Örlogsflagga
Örlogsgös samt fästningsflagga
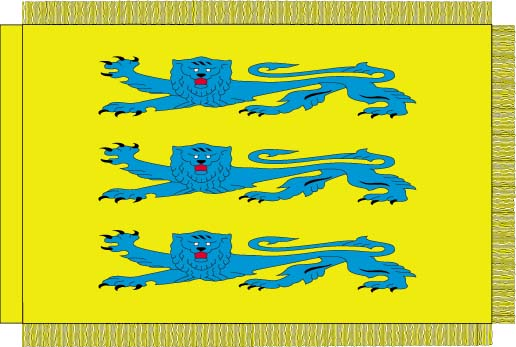
Kaitseliits (den estniska skyddskåren) flagga (åtsida)
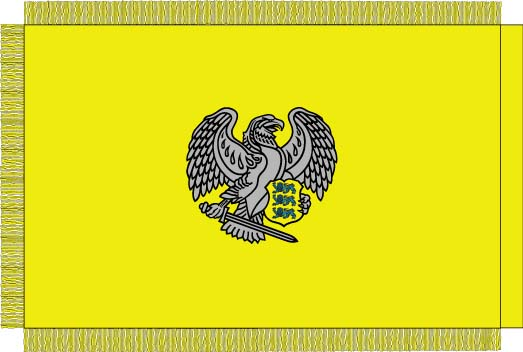
Kaitseliits flagga (frånsida)
Örlogs- och båtvimpel.

### Flaggor under sovjettiden

Estniska SSR:s flagga, 1940-1953.
Estniska SSR:s flagga, 1953-1990.